# 萊氏腭竺魚
萊氏腭竺魚（学名：Foa leisi），又名萊氏小天竺鯛，為輻鰭魚綱鈎頭魚目天竺鯛科腭竺魚屬下的一個種，分布於中太平洋法屬玻里尼西亞海域，深度0至18公尺，本魚體延長呈橢圓形，體稍側扁，頭大、眼大、口大且斜裂，頜齒細小，鋤骨和腭骨通常具齒，舌上無齒，前鰓蓋骨邊緣光滑，體被弱櫛鱗，魚鱗邊緣有暗色邊，身體呈棕色斑駁，有2-3條暗色條紋，第一個位於第一背鰭後部下方，第二個位於第二背鰭中部下方，第三個位於前尾柄上，第二背鰭、臀鰭和尾鰭蒼白色，有微弱的紅色條紋，背鰭2個，尾鰭截形，背鰭硬棘9枚、背鰭軟條9枚、臀鰭硬棘2枚、臀鰭軟條8枚，體長可達3.8公分，棲息在礁石區，夜間活動，肉食性，以浮游生物為食，繁殖期時，雄魚具有口孵習性，卵約7日化成仔魚，由雄魚吐出，具短暫的仔魚飄浮期，生活習性不明。